# 미시키나카

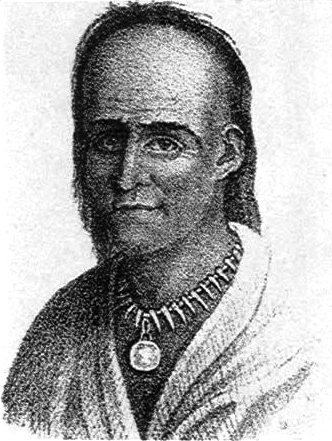
길버트 스튜어트의 초상화에 근거한 리틀 터틀의 스케치, 원작은 1814년 영국의 워싱턴 D.C. 공격 때 분실

리틀 터틀(Little Turtle) 또는 본명 미시키나카(Mishikinakwa)(1747년경 – 1812년 7월 14일)은 마이애미 족의 인디언 추장 중 한 사람이었고, 당대 가장 유명한 인디언 전사 지도자 중 한 사람이었다. 그는 1790년대 추종자들을 이끌고 북서 인디언 전쟁(일명 리틀 터틀 전쟁)에서 미합중군과의 교전을 벌여 여러 차례 승리를 거두었다. 1791년에는 600명의 병사를 거느린 세인트 클레어 장군을 패퇴시켰으며, 이것은 역대 인디언에 대한 미합중국의 가장 뼈아픈 손실이었다.
사료에는 그의 이름이 여러가지로 표기가 되어 있는데, 미치키나카(Michikinikwa), 메시쿠노프쿼(Meshekunnoghquoh), 미치니카코우아(Michikinakoua), 미치키니쿠아(Michikiniqua), 메-시-키-노(Me-She-Kin-No), 메취커나쿠안(Meshecunnaquan) 그리고 미스체카노쿠아(Mischecanocquah)다.

## 이름
리틀 터틀이라는 이름은 그들의 언어로 ‘미시키나아카’(mihšihkinaahkwa)를 영어로 번역한 것이다. 그들의 언어로 이 단어는 후미거북의 종류를 뜻하는 말로, 중부 지방의 비단 거북을 뜻하는 것이었을 것이다. 원래의 이름에는 ‘작은’과 같은 지소사는 없었다.

## 어린 시절
그의 삶을 알 수 있는 문헌 기록의 거의 존재하지 않으며, 따라서 정확한 그의 출생년도나 지역은 불확실하다. 그는 부친이 피카윌라니 마을에 살고 있을 때 전후로 1747년 또는 1752년 사이에 해서 태어났다. 일부 역사학자들은 1752년을 출생년도로 제시했고, 다른 이들은 1747년을 제시하기도 했다. 그는 현재의 인디애나주 휘틀리 카운티에서 태어났고, 데블스 호숫가에 있는 작은 마을 또는 터틀타운으로 알려진 좀 더 큰 마을이었을 것이다.

## 같이 보기
- 북서 인디언 전쟁